# Psocetae
Infra-ordre
Les Psocetae sont un infra-ordre d'insectes de l'ordre des Psocoptera et du sous-ordre des Psocomorpha.

## Liste des familles
Selon  Species File (22 mars 2020) :
- famille Hemipsocidae Pearman, 1936
- famille Myopsocidae Pearman, 1936
- famille Psilopsocidae Roesler, 1944
- famille Psocidae Hagen, 1865

## Publication originale
- (en) J. V. Pearman, « The taxonomy of the Psocoptera: preliminary sketch », Proceedings Royal Entomological Society of London, Londres, b, vol. 5, no 3,‎ mars 1936, p. 58-62 (lire en ligne, consulté le 22 mars 2020).